# Matthew Bailes
Matthew Bailes est un astrophysicien australien. Il travaille au Centre for Astrophysics and Supercomputing (en) de l'université de technologie de Swinburne (en) et il est le directeur d'OzGrav, le centre d'excellence du Conseil australien de la recherche (ARC) pour la découverte des ondes gravitationnelles. En 2015, il est lauréat d'une bourse Australian Laureate Fellowship décernée par l'ARC pour travailler sur les sursauts radio rapides,. Il est un chercheur extrêmement actif dans le domaine des pulsars et des sursauts radio rapides. Ses intérêts de recherche comprennent la naissance, l'évolution des pulsars binaires et des pulsars millisecondes, la détection des ondes gravitationnelles à l'aide d'un réseau de pulsars millisecondes et la conception de systèmes de traitement de données de radioastronomie pour la recherche de sursauts radio rapides. Au début des années 2020, il remodèle avec son équipe le télescope de synthèse de l'observatoire de Molonglo pour concevoir et intégrer un nouveau système de corrélation pour l'observation des pulsars et des sursauts radio rapides.
Bailes a fondé l'organisation qui développe la « Salle virtuelle », un système de réalité virtuelle octogonal pour présenter les planètes, le Soleil, les étoiles, la Voie lactée, les galaxies, l'univers, etc. Il a réalisé le film 3D Réaliser l'univers d'Einstein.
Bailes est membre du comité directeur de l'Australia Telescope National Facility et membre du conseil consultatif du projet Collaboration for Astronomy Signal Processing and Electronics Research (CASPER). Il est élu membre de l'Académie australienne des sciences en 2022. En 2023, il reçoit le prix Shaw d'astronomie avec Duncan Lorimer et Maura McLaughlin pour la découverte des sursauts radio rapides.